# Coppa del Brasile 2003
La Coppa del Brasile 2003 (ufficialmente in portoghese Copa do Brasil 2003) è stata la 15ª edizione della Coppa del Brasile.

## Formula
Partite a eliminazione diretta con gare di andata e ritorno. In caso di pareggio nei tempi regolamentari, passa la squadra che ha realizzato il maggior numero di gol fuori casa. Nel caso non sia possibile determinare un vincitore con la regola dei gol fuori casa, sono previsti i tiri di rigore.
Nei primi due turni (primo turno e sedicesimi di finale) se la squadra che gioca la prima partita in trasferta vince con 2 o più gol di scarto, è automaticamente qualificata al turno successivo senza dover disputare la gara di ritorno.

## Partecipanti
| Stato               | Squadra (Città)                        | Motivo qualificazione                                       |
| ------------------- | -------------------------------------- | ----------------------------------------------------------- |
| Acre                | Rio Branco-AC (Rio Branco)             | Vincitore del Campionato Acreano 2002                       |
| Alagoas             | CRB (Maceió)                           | Vincitore del Campionato Alagoano 2002                      |
| Alagoas             | Corinthians Alagoano (Maceió)          | Squadra indicata dalla Federazione calcistica Alagoana      |
| Amapá               | Ypiranga-AP (Macapá)                   | Vincitore del Campionato Amapaense 2002                     |
| Amazonas            | Nacional-AM (Manaus)                   | Vincitore del Campionato Amazonense 2002                    |
| Amazonas            | São Raimundo-AM (Manaus)               | Ranking della CBF                                           |
| Bahia               | Vitória (Salvador)                     | Vincitore del Supercampionato Baiano 2002                   |
| Bahia               | Fluminense de Feira (Feira de Santana) | 2° nel Supercampionato Baiano 2002                          |
| Bahia               | Bahia (Salvador)                       | Ranking della CBF                                           |
| Ceará               | Ceará (Fortaleza)                      | Vincitore del Campionato Cearense 2002                      |
| Ceará               | Fortaleza (Fortaleza)                  | 2° nel Campionato Cearense 2002                             |
| Distretto Federale  | CFZ de Brasília (Brasilia)             | Vincitore del Campionato Brasiliense 2002                   |
| Distretto Federale  | Gama (Gama)                            | 2° nel Campionato Brasiliense 2002                          |
| Espírito Santo      | Alegrense (Alegre)                     | Vincitore del Campionato Capixaba 2002                      |
| Espírito Santo      | Rio Branco-ES (Vitória)                | 2° nel Campionato Capixaba 2002                             |
| Goiás               | Goiás (Goiânia)                        | Vincitore del Campionato Goiano 2002                        |
| Goiás               | Anapolina (Anápolis)                   | Ranking della CBF                                           |
| Goiás               | Vila Nova (Goiânia)                    | Ranking della CBF                                           |
| Maranhão            | Sampaio Corrêa (São Luís)              | Vincitore del Campionato Maranhense 2002                    |
| Maranhão            | Moto Club (São Luís)                   | Ranking della CBF                                           |
| Mato Grosso         | CEOV (Várzea Grande)                   | Vincitore del Campionato Matogrossense 2002                 |
| Mato Grosso         | Dom Bosco (Cuiabá)                     | Squadra indicata dalla Federazione calcistica Matogrossense |
| Mato Grosso do Sul  | CENE (Campo Grande)                    | Vincitore del Campionato Sul-Matogrossense 2002             |
| Mato Grosso do Sul  | Comercial-MS (Campo Grande)            | 2° nel Campionato Sul-Matogrossense 2002                    |
| Minas Gerais        | Caldense (Poços de Caldas)             | Vincitore del Campionato Mineiro 2002                       |
| Minas Gerais        | Ipatinga (Ipatinga)                    | 2° nel Campionato Mineiro 2002                              |
| Minas Gerais        | Cruzeiro (Belo Horizonte)              | Vincitore del Supercampionato Mineiro 2002                  |
| Minas Gerais        | Atlético Mineiro (Belo Horizonte)      | Ranking della CBF                                           |
| Pará                | Remo (Belém)                           | Vincitore del Campionato Paraense 2002                      |
| Pará                | Tuna Luso (Belém)                      | 2° nel Campionato Paraense 2002                             |
| Paraíba             | Atlético Cajazeirense (Cajazeiras)     | Vincitore del Campionato Paraibano 2002                     |
| Paraíba             | Botafogo-PB (João Pessoa)              | 2° nel Campionato Paraibano 2002                            |
| Paraná              | Iraty (Irati)                          | Vincitore del Campionato Paranaense 2002                    |
| Paraná              | Athl. Paranaense (Curitiba)            | Vincitore del Supercampionato Paranaense 2002               |
| Paraná              | Coritiba (Londrina)                    | Vincitore del torneo di qualificazione del Paraná           |
| Pernambuco          | Náutico (Recife)                       | Vincitore del Campionato Pernambucano 2002                  |
| Pernambuco          | Santa Cruz (Recife)                    | 2° nel Campionato Pernambucano 2002                         |
| Pernambuco          | Sport Recife (Recife)                  | Irati (Paraná)                                              |
| Piauí               | River (Teresina)                       | Vincitore del Campionato Piauiense 2002                     |
| Piauí               | Flamengo-PI (Teresina)                 | 2° nel Campionato Piauiense 2002                            |
| Rio de Janeiro      | Fluminense (Rio de Janeiro)            | Vincitore del Campionato Carioca 2002                       |
| Rio de Janeiro      | Americano (Campos)                     | 2° nel Campionato Carioca 2002                              |
| Rio de Janeiro      | Botafogo (Rio de Janeiro)              | Ranking della CBF                                           |
| Rio de Janeiro      | Flamengo (Rio de Janeiro)              | Ranking della CBF                                           |
| Rio de Janeiro      | Vasco da Gama (Rio de Janeiro)         | Ranking della CBF                                           |
| Rio de Janeiro      | Bangu (Rio de Janeiro)                 | Invito della CBF                                            |
| Rio Grande do Norte | América-RN (Natal)                     | Vincitore del Campionato Potiguar 2002                      |
| Rio Grande do Norte | Corintians (Caicó)                     | 2° nel Campionato Potiguar 2002                             |
| Rio Grande do Sul   | Internacional (Porto Alegre)           | Vincitore del Campionato Gaúcho 2002                        |
| Rio Grande do Sul   | Juventude (Caxias do Sul)              | Ranking della CBF                                           |
| Rio Grande do Sul   | Guarani-VA (Venâncio Aires)            | Squadra indicata dalla Federazione calcistica Gaúcha        |
| Rio Grande do Sul   | Pelotas (Pelotas)                      | Squadra indicata dalla Federazione calcistica Gaúcha        |
| Rondônia            | CFA (Porto Velho)                      | Vincitore del Campionato Rondoniense 2002                   |
| Roraima             | Atlético Roraima (Boa Vista)           | Vincitore del Campionato Roraimense 2002                    |
| San Paolo           | Ituano (Itu)                           | Vincitore del Campionato Paulista 2002                      |
| San Paolo           | San Paolo (San Paolo)                  | Vincitore del Supercampeonato Paulista 2002                 |
| San Paolo           | Palmeiras (San Paolo)                  | Ranking della CBF                                           |
| San Paolo           | Guarani (Campinas)                     | Invito della CBF                                            |
| San Paolo           | São Caetano (São Caetano do Sul)       | Invito della CBF                                            |
| Santa Catarina      | Figueirense (Florianópolis)            | Vincitore del Campionato Catarinense 2002                   |
| Santa Catarina      | Criciúma (Criciúma)                    | 2° nel Campionato Catarinense 2002                          |
| Sergipe             | Confiança (Aracaju)                    | Vincitore del Campionato Sergipano 2002                     |
| Sergipe             | Itabaiana (Itabaiana)                  | 2° nel Campionato Sergipano 2002                            |
| Tocantins           | Tocantinópolis (Tocantinópolis)        | Vincitore del Campionato Tocantinense 2002                  |

## Risultati

### Primo turno
Andata 5, 6, 19 e 20 febbraio 2003, ritorno 19, 20 febbraio, 12 e 13 marzo 2003.
| Squadra 1             | Totale      | Squadra 2        | Andata | Ritorno |
| --------------------- | ----------- | ---------------- | ------ | ------- |
| Anapolina             | 2-5         | Náutico          | 1-2    | 1-3     |
| CRB                   | 0-5         | Atlético Mineiro | 0-1    | 0-4     |
| CEOV                  | 1-6         | Palmeiras        | 0-1    | 1-5     |
| Botafogo-PB           | 1-4         | Flamengo         | 1-4    | -       |
| Ypiranga-AP           | 1-3         | Remo             | 1-3    | -       |
| CFZ de Brasília       | 0-1         | Fortaleza        | 0-0    | 0-1     |
| Bangu                 | 2-3         | Gama             | 2-1    | 0-2     |
| Ipatinga              | 2-2 gfc     | Goiás            | 2-1    | 0-1     |
| Sampaio Corrêa        | 1-4         | São Caetano      | 1-4    | -       |
| CENE                  | 0-2         | Botafogo         | 0-2    | -       |
| Pelotas               | 2-3         | Guarani          | 1-2    | 1-1     |
| Corintians            | 3-2         | Santa Cruz       | 2-0    | 1-2     |
| Atlético Cajazeirense | 2-5         | Bahia            | 1-1    | 1-4     |
| Itabaiana             | 0-5         | Vasco da Gama    | 0-1    | 0-4     |
| Corinthians Alagoano  | 0-2         | Flamengo-PI      | 0-1    | 0-1     |
| Fluminense de Feira   | 1-5         | Fluminense       | 1-1    | 0-4     |
| Guarani-VA            | 2-2 gfc     | América-RN       | 2-1    | 0-1     |
| Caldense              | 3-3 5-3 dcr | Juventude        | 2-1    | 1-2     |
| Tuna Luso             | 2-3         | Athl. Paranaense | 2-2    | 0-1     |
| Dom Bosco             | 0-5         | Sport Recife     | 0-5    | -       |
| Tocantinópolis        | 2-2 gfc     | Vitória          | 1-2    | 1-0     |
| Confiança             | 1-2         | Ceará            | 1-0    | 0-2     |
| Comercial-MS          | 0-2         | Internacional    | 0-2    | -       |
| Americano             | 4-5         | Figueirense      | 2-1    | 2-4     |
| São Raimundo-AM       | 2-6         | San Paolo        | 2-0    | 0-6     |
| Ituano                | 2-1         | Coritiba         | 2-0    | 0-1     |
| Iraty                 | 0-3         | Vila Nova        | 0-3    | -       |
| Rio Branco-ES         | 2-4         | Cruzeiro         | 2-4    | -       |
| CFA                   | 3-2         | Rio Branco-AC    | 3-0    | 0-2     |
| Moto Club             | 4-3         | River            | 0-1    | 4-2     |
| Atlético Roraima      | 4-3         | Nacional-AM      | 4-1    | 0-2     |
| Alegrense             | 3-8         | Criciúma         | 2-3    | 1-5     |

### Sedicesimi di finale
Andata 19, 26, 27 marzo e 2 aprile 2003, ritorno 26 marzo, 2 e 9 aprile 2003.
| Squadra 1        | Totale      | Squadra 2        | Andata | Ritorno |
| ---------------- | ----------- | ---------------- | ------ | ------- |
| Caldense         | 0-5         | Atlético Mineiro | 0-1    | 0-4     |
| Athl. Paranaense | 2-4         | Sport Recife     | 2-3    | 0-1     |
| Criciúma         | 2-3         | Palmeiras        | 1-1    | 1-2     |
| Remo             | gfc 2-2     | Internacional    | 1-0    | 1-2     |
| São Caetano      | 1-4         | Botafogo         | 1-2    | 0-2     |
| Vila Nova        | 2-3         | Guarani          | 1-0    | 1-3     |
| CFA              | 4-7         | Bahia            | 3-3    | 1-4     |
| América-RN       | 3-4         | Náutico          | 2-1    | 1-3     |
| Flamengo-PI      | 1-4         | Fluminense       | 1-2    | 0-2     |
| Ceará            | 1-1 3-4 dcr | Flamengo         | 1-0    | 0-1     |
| Figueirense      | gfc 3-3     | Fortaleza        | 2-0    | 1-3     |
| Gama             | 3-7         | San Paolo        | 2-2    | 1-5     |
| Corintians       | 2-9         | Cruzeiro         | 2-2    | 0-7     |
| Moto Club        | 0-2         | Vasco da Gama    | 0-2    | -       |
| Ituano           | 2-2 2-4 dcr | Goiás            | 1-1    | 1-1     |
| Atlético Roraima | 2-7         | Vitória          | 1-2    | 1-5     |

### Ottavi di finale
Andata 9, 23 e 24 aprile 2003, ritorno 30 aprile e 1º maggio 2003.
| Squadra 1   | Totale  | Squadra 2        | Andata | Ritorno |
| ----------- | ------- | ---------------- | ------ | ------- |
| Náutico     | 2-5     | Atlético Mineiro | 1-2    | 1-3     |
| Figueirense | 0-3     | San Paolo        | 0-2    | 0-1     |
| Goiás       | 5-3     | Botafogo         | 2-1    | 3-2     |
| Palmeiras   | 5-8     | Vitória          | 2-7    | 3-1     |
| Flamengo    | 7-2     | Remo             | 4-0    | 3-2     |
| Cruzeiro    | 4-1     | Vila Nova        | 2-0    | 2-1     |
| Bahia       | 2-2 gfc | Vasco da Gama    | 2-1    | 0-1     |
| Fluminense  | 1-3     | Sport Recife     | 0-1    | 1-2     |

### Quarti di finale
Andata 7 maggio 2003, ritorno 14 e 15 maggio 2003.
| Squadra 1    | Totale  | Squadra 2        | Andata | Ritorno |
| ------------ | ------- | ---------------- | ------ | ------- |
| Sport Recife | 5-3     | Atlético Mineiro | 4-0    | 1-3     |
| Flamengo     | 5-2     | Vitória          | 2-1    | 3-1     |
| Goiás        | gfc 1-1 | San Paolo        | 0-0    | 1-1     |
| Cruzeiro     | 3-2     | Vasco da Gama    | 2-1    | 1-1     |

### Semifinali
Andata 21 maggio 2003, ritorno 28 maggio 2003.
| Squadra 1    | Totale | Squadra 2 | Andata | Ritorno |
| ------------ | ------ | --------- | ------ | ------- |
| Sport Recife | 0-1    | Flamengo  | 0-1    | 0-0     |
| Goiás        | 3-5    | Cruzeiro  | 2-3    | 1-2     |

### Finale

#### Andata
| Arbitro: | Simon |

| |            | |
| Fernando Baiano 90+3’ | Marcatori  | 75’ Alex |
| · Júlio César P · Luciano Baiano D · Fernando D · Váldson D · Fernando Baiano A · André Bahia D · Athirson D · Fabinho C · André Gomes C · Igor C · Felipe C · Zé Carlos A · Jean A · Edílson A | Formazioni | · P Gomes · D Maurinho · D Edu Dracena · D Thiago Gosling · D Leandro · C Augusto Recife · C Márcio · A Jardel · C Wendel · C Alex · A Aristizábal · D Luisão · A Deivid · A Mota |
| Nelsinho Baptista | Allenatori | Luxemburgo |

#### Ritorno
| Arbitro: | de Oliveira |

| |            | |
| Deivid 1’ Aristizábal 15’ Luisão 28’ | Marcatori  | 63’ Fernando Baiano |
| · Gomes P · Maurinho D · Gladstone D · Luisão D · Leandro D · Augusto Recife C · Jardel C · Wendel C · Márcio C · Alex C · Sandro C · Deivid A · Aristizábal A · Mota A | Formazioni | · P Júlio César · D Luciano Baiano · D Fernando · D André Bahia · D Athirson · C Fabinho · C André Gomes · C Igor · C Fábio Baiano · A Jean · C Felipe · A Fernando Baiano · A Edílson |
| Luxemburgo | Allenatori | Nelsinho Baptista |

Cruzeiro vincitore della Coppa del Brasile 2003 e qualificato per la Coppa Libertadores 2004.

## Classifica marcatori
| Pos. | Giocatore          | Squadra          | Gol |
| ---- | ------------------ | ---------------- | --- |
| 1    | Nonato             | Bahia            | 9   |
| 2    | Luís Fabiano       | San Paolo        | 8   |
| 2    | Nádson             | Vitória          | 8   |
| 4    | Deivid             | Cruzeiro         | 7   |
| 5    | Alex               | Cruzeiro         | 6   |
| 5    | Guilherme          | Atlético Mineiro | 6   |
| 7    | Araújo             | Goiás            | 5   |
| 7    | Víctor Aristizábal | Cruzeiro         | 5   |
| 7    | Cléber Santana     | Sport Recife     | 5   |
| 7    | Jean               | Flamengo         | 5   |